# Эллинистическое искусство

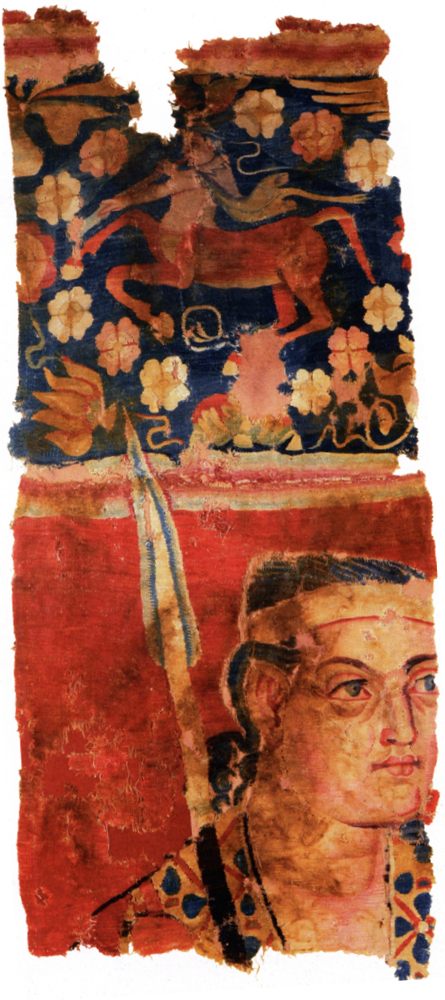
Гобелен Сампула — шерстяная стена, свисающая в Лопе, Синьцзян, Китай, показывающая, возможно, греческого солдата из Греко-Бактрийского царства (250—125 гг. до н. э.), с голубыми глазами, владеющего копьём и носящего то, что, по-видимому, является диадемой (повязка на голову); над ним изображён кентавр из греческой мифологии — общий мотив в эллинистическом искусстве

Эллинистическое искусство — искусство древней Греции под македонским владычеством и эллинизированных стран Востока в период от смерти Александра Македонского (323 год до н. э.) до завоевания Египта Римом (30 год до н. э.).
Основными художественными центрами эллинистического искусства были Александрия (Египет), Антиохия (Сирия), Пергам (Малая Азия), остров Родос. При разнообразии местных оттенков эллинистическое искусство сохраняло единство, основанное на общности культуры и отличалось любовью к величественным, пышным формам, к пафосу и вместе с тем к изысканности.
В архитектуре преобладал наиболее нарядный из греческих ордеров — коринфский. В изобразительных искусствах возникли новые жанры и темы — пейзаж (в живописи и рельефе), сцены сельской жизни (Александрия), индивидуальный реалистичный портрет (бюсты). Появились изображения варваров — галлов («Умирающий галл»), эфиопов.
Героическая тематика трактовалась в духе приподнятой патетики и драматизма (фриз пергамского алтаря «Битва богов с гигантами», группа «Лаокоон и его сыновья» родосской школы и др.). Большое развитие получила декоративная скульптура, украшавшая не только здания, но и парки (статуи демонов лесов и полей — сатиров, силенов и др.).